# Plaza General Pueyrredón
La Plaza General Pueyrredón es la plaza principal del barrio de Flores de la Ciudad de Buenos Aires, Argentina. Se la conoce mayormente con el nombre de Plaza Flores.

## Características
La plaza es atravesada tanto por senderos que unen diagonalmente sus esquinas entre sí como por caminos que lo hacen cruzando de la mitad de la cuadra hacia el otro lado. En el centro se encuentra un árbol rodeado de un banco circular. Toda la plaza se encuentra iluminada por elegantes farolas, y los senderos se encuentran flanqueados por arbustos de pequeña estatura. Todo el perímetro de la plaza se encuentra enrejado, cerrándose de noche. Posee un sector de juegos.
Sobre la Avenida Rivadavia se encuentra un monumento a Pueyrredón y la entrada al subterráneo.

## Ubicación
Se encuentra sobre la Avenida Rivadavia al 6.900 entre las calles Yerbal, Fray Rodríguez y J. G. Artigas.
Se encuentra en un área de gran movimiento vehicular y peatonal. Enfrente de ella se encuentra, del otro lado de la Avenida Rivadavia, la Basílica de San José de Flores, que fue testigo de hechos importantes de la historia del barrio. 
Es también un importante centro de trasbordo. Se encuentra a 100 m de la Estación Flores del Ferrocarril Domingo Faustino Sarmiento y por sus adyacencias circulan 26 líneas de colectivos.
La estación Flores de la Línea A del Subte de Buenos Aires se encuentra prácticamente debajo de la plaza.

## Historia
Fue el primer espacio público que tuvo el entonces pueblo de San José de Flores en el siglo XIX, aquí se construyeron los primeros jardines y se plantaron numerosos árboles, hasta adquirir el aspecto de paseo público que aún mantiene. 
Fue fundada oficialmente como plaza pública el 28 de noviembre de 1894.
En 1951 frente a la plaza fue atropellado José María Aguilar Porrás, guitarrista de Carlos Gardel y uno de los únicos tres sobrevivientes del Accidente aéreo de Medellín donde muriera el cantor. Poco después, el 21 de diciembre, falleció sorpresivamente de un edema pulmonar en el hospital.
En 2003 fue reformada y reinaugurada.